# 阿拉德伦
阿拉德伦，是西班牙阿拉贡自治区萨拉戈萨省的一个市镇。 总面积21平方公里，总人口77人（2001年），人口密度4人/平方公里。